# Phú Mỹ, Phú Thọ
Xã Phú Mỹ là một xã thuộc tỉnh Phú Thọ, Việt Nam. Xã Phú Mỹ có diện tích 10,1622 ha và 4.831 nhân khẩu, mật độ dân số đạt 476 người/km².

## Hành chính
Từ năm 1970 trở về trước, xã thuộc huyện Sông Lô, tỉnh Vĩnh Phú.
Đến năm 1980, Hội đồng Chính phủ ra Quyết định 377/CP sửa đổi địa giới hành chính một số huyện, chia huyện Sông Thao và sông Lô thành hai huyện nhỏ và có địa giới là huyện Phong Châu, tỉnh Vĩnh Phú. Theo đó, huyện Phong Châu thêm 4 xã là Phú Mỹ, Liên Hoa, Tiên Phú, Trạm Thản.
Đến năm 1990, xã Phú Mỹ nhập chung vào huyện Phù Ninh, tỉnh Phú Thọ.
Ngày 19 tháng 1 năm 2009, Chính phủ ra Nghị định số 05/NĐ-CP, theo đó 770,71 ha diện tích tự nhiên và 3.618 nhân khẩu của xã Phú Mỹ được tách ra để thành lập xã Lệ Mỹ thuộc huyện Phù Ninh. Xã Lệ Mỹ có 770,71 ha diện tích tự nhiên và 3.618 nhân khẩu.